# 臺灣氣候
臺灣氣候，北回歸線以北為副熱帶濕潤氣候／副熱帶季風氣候，以南為熱帶季風氣候。或將全境劃為熱帶、副熱帶，並把島嶼北界、南界 做 為過渡帶。另外雖然為亞熱帶島嶼，平地氣候溫暖，但由於山脈極高，因此台灣山區則廣布溫帶植物，冬季北方的雪山山脈甚至會年年降雪。

## 總論
臺灣位於季風氣候範圍內，季風大於信風西風帶等行星風系的影響，以氣象學的定義，3月到11月是臺灣的夏季，夏季前期受西南季風帶來潮溼溫暖的氣流影響，之後則受副熱帶高壓影響，是為熱帶海洋氣團所控制，每日氣溫經常可達27到35度，且濕度也高。7月的平均氣溫達到28度。以季節來區分，有三季春季、夏季、以及一季的秋季、冬季。秋冬受冷空氣影響，以臺北測站的溫度可分為，大陸冷氣團、強烈大陸冷氣團、寒潮影響，加上台灣四面環海，一旦遇到來自貝加爾湖附近、中國大陸北方寒流南下，亦因受海洋暖流中和了寒冷的氣溫，加上水氣阻擋，使氣候也較溫暖，相比中國大陸華南沿海地區，甚至是海南島北部更顯得溫和暖和，但偶而仍會發生低於10度的寒潮，是為強烈大陸冷氣團所控制，在台灣北部經常帶來秋冬降雨，1月平均氣溫介於15~21度之間，在合歡山、玉山、雪山等高海拔山區地帶則仍然有降雪的機會。因此臺灣夏季為西南季風，秋冬則為東北季風，有時也會受氣團位置而改變風向，例如夏季八月太平洋高氣壓西伸受所吹的東南風，秋冬乾燥而涼爽的東北風，常見於十月，或是溫暖的東風，常見於秋冬的冷氣團東移出海變性後。由於台灣位於冷暖氣團的交界上，若某平地氣象觀測站從五月初到十月初，皆有可能測到整個夏天的最高氣溫，而十一月底到四月初，皆有可能測到整個秋冬的最低氣溫，只是機率大小而已。
臺灣的降水是台灣多雲潮濕的指標，台灣每年的雨水量相當大，平均年降雨量為2501毫米，是世界平均雨量的3倍之多，但是伴隨著季節、位置、標高的不同，降雨量也隨之變化。北部、東部全年有雨，其中大基隆地區最常下雨，基隆被稱為「雨港」，由於雨量驚人，台灣東北角除了雨量是全島最大，放在亞洲格局更是全東亞最潮濕的地方，也是亞洲大陸上孟加拉印度雨極以外的雨極之一。但中南部的雨季，則主要集中在6月至8月的暴雨，因此中南部乾濕季分明。
臺灣是太平洋生成的颱風的路徑，經常會有許多颱風經過，6月至9月是颱風季。

## 自然災害
臺灣常見的天氣之自然災害包括颱風、寒害、豪雨：以及較少見的冰雹、龍捲風等。

### 風災
熱帶氣旋平均每年三至四個，是影響臺灣氣候的主要因素，除了強風造成的屋舍毁損，熱帶氣旋所帶來的瞬間雨量也容易造成豪雨。

### 梅雨
受風帶季移，多重尺度交互作用影響，臺灣的梅雨季通常發生在每年5月中旬至6月中旬。每年的梅雨季的雨量不一，降水時間也不均。

### 寒害
臺灣冬季經常會受冷空氣厚度、冷空氣移動方向、槽線深厚、水氣多寡等因素決定冷空氣影響臺灣的程度，進而使臺灣的冬季溫度更低。

### 霾害
霾是車輛、工廠所排放的汙染物，與空氣中的水氣結合，經常在秋冬的嘉南平原發生，中北部少見，是一種自然現象。原因是東北風在中央山脈，與福建形成狹管效應，在空曠的嘉南平原風速急遽減弱，造成台灣西部工業區與車輛廢氣沉積。其中汙染源大部分來自台灣本身，少部份來自境外。

每當入秋冬時，臺灣西南部空氣品質經常快速惡化，直到枋山溪為界，中央山脈地形降低形成落山風，風速增加後，空氣品質得以改善。

### 龍捲風窠
根據中央氣象局資料顯示，臺灣從台北至屏東皆出現過龍捲風。龍捲風常伴隨者強烈對流，臺灣西南部平地地區及澎湖近海海面，在5、6月梅雨季，或7至9月颱風過後，偶爾會出現小型龍捲風。

### 沙塵暴

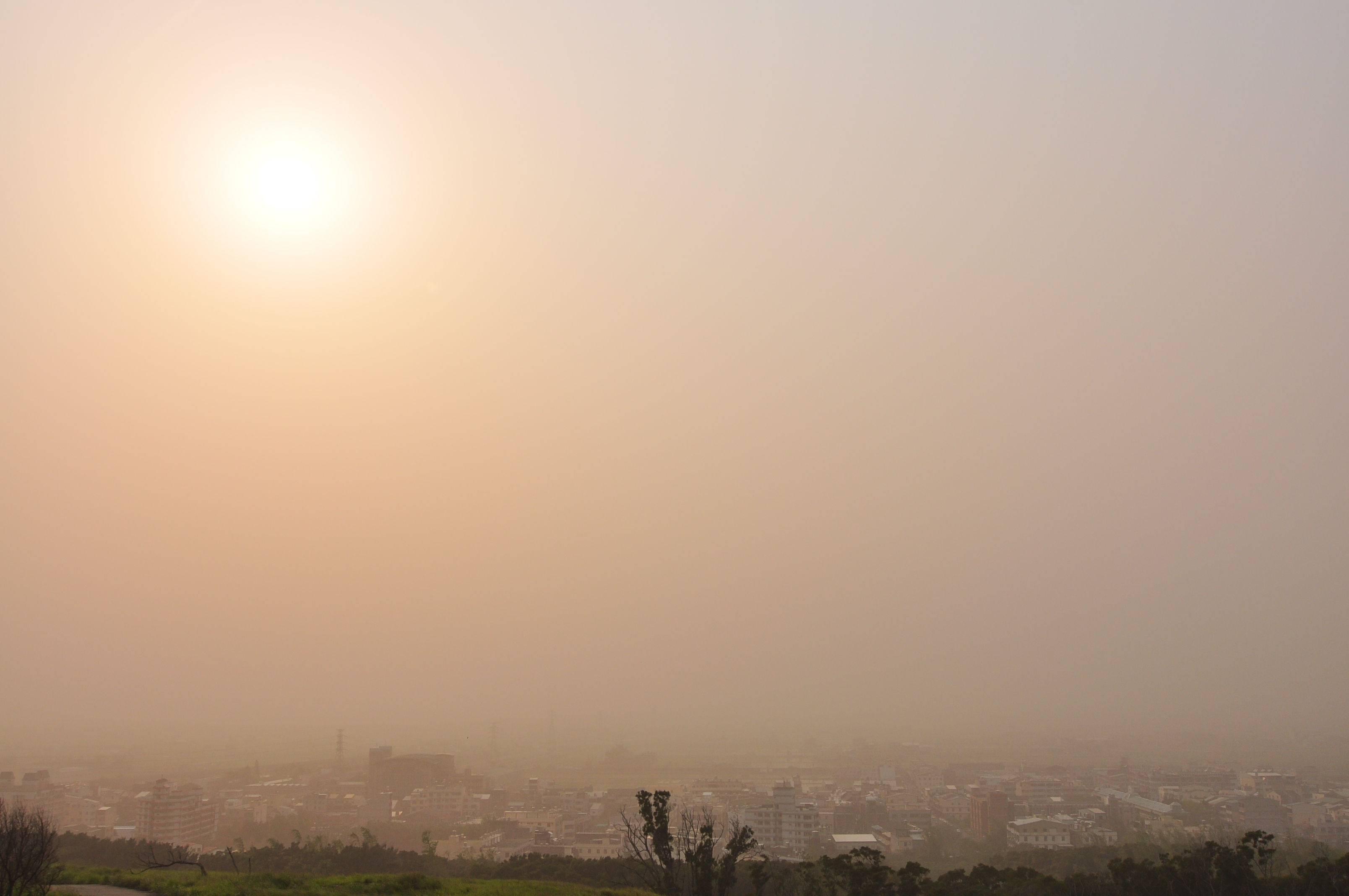
受到中國大陸的沙塵暴和台灣本土空污的雙重影響，台灣台中市海線地區傍晚時分能見度大概一公里左右。

沙塵暴是中國西北地區受強風揚起的沙塵，導致大氣中含有大量細顆粒揚塵的氣候現象；有時沙塵暴會伴隨著工業汙染物等有害物質，對環境及人體健康造成不良的影響。在中國大陸西北、蒙古一帶發生的沙塵暴一般經由西風氣流往東影響中國大陸華北、日本、南北韓甚至北美等地，通常不會直接影響台灣地區；但有時懸浮微粒仍會經由東北季風往南影響台灣的空氣品質。
2010年3月21、22日，台灣經歷有史以來最大沙塵暴，全台39測站都曾測到懸浮微粒濃度超過1000微克/立方公尺 (超過300即有害)。

### 聖嬰現象
聖嬰現象是赤道東太平洋海域，海溫及洋流的變異現象。一般正常情況下，太平洋東部氣壓高於西部，因此產生熱帶東風帶，帶動太平洋洋流西行。海溫是影響大氣氣候的主要因素之一。聖嬰時期可能呈現反常的冷夏或暖冬現象，而反聖嬰時期則可能出現熱夏與寒冬現象。

## 特殊氣候

### 落山風
落山風指冬季時，在恆春半島一帶常出現的持續性異常強風。形成原因是東北季風受到中央山脈阻擋，到了恆春半島附近，由於山勢低緩，因此翻過高度不大的丘陵，加上鄰近地形造成的山谷效應，因此形成強勁的下坡風。地理上，落山風氣候也在九棚溪下游造成台灣少見的沙丘地形 （九棚沙丘）。

### 焚風
焚風常見於花東地區，指夏季當颱風通過臺灣北部時，或發生強勁的西南風時，在大武－臺東－成功地區常出現的乾燥熱風。(當颱風期間)，氣溫驟增至超過34℃時，即可稱之為「焚風」。形成原因是氣流受到高山阻擋，而在迎風面冷卻成雲團降雨；在翻過山嶺後，則變成乾燥空氣，受到壓縮而增溫，形成乾熱風，並容易造成農業上的損害。同理 (當颱風通過臺灣南部時)，新竹－台中地區與基隆－台北地區也可能出現焚風，但頻率較低。

### 西北雨
西北雨指夏季午後受熱力上升出現的對流雨，雨勢大、降水範圍小、時間短、經常伴隨閃電打雷。形成原因是夏季午後日照強烈、蒸發旺盛，氣流猛烈上升而成驟雨。

### 寒潮
台灣的寒流是每年12月初至隔年3月底，在東亞地區由於西伯利亞冷空氣無規律性的南下，因而會造成中國大陸和台灣及日本、朝鲜半岛等地的氣溫急速下降現象。
在臺灣，寒潮之定義為：「凡是因為西伯利亞冷空氣南下，造成日最低氣溫連續兩天下降達4℃以上者，就稱為寒潮。若溫度下降達到6℃以上者，稱為強烈寒潮。」台灣地區平均每年有寒流5至6次，強烈寒流2至3次。

### 寒流
寒流則指的是當大陸冷氣團南移，進入台灣，寒冷的氣團流就會使台灣各地氣溫急速下降。當中央氣象局預測大陸冷氣團一旦登陸台灣且可能導致台北市的每日最低溫降到10 ℃或以下的時候，就會把該大陸冷氣團稱為寒流。

### 降雪
台灣位於副熱帶與熱帶氣候區之間，所處緯度較低，因此只有在高海拔山區，例如玉山、雪山、合歡山，比較常發生降雪現象。不過，史料顯示臺灣在歷史時期曾有平地降雪的情況。以《臺灣府志》為例就有記載表示小冰期的雞籠在冬春之際時有霜雪。雖然自從清代至今日，一直有論者爭議相關記載的真實性，可是在西元2016年1月24日的凌晨時刻，位於基隆境內的姜子寮山降下大雪，並且厚達十幾公分，因此有論者根據當代的觀測記錄指出「雞籠積雪」相關記載應屬真實存在，並非子虛烏有之說。

## 氣候分區

依柯本氣候分類法劃分的臺灣氣候分區，顯示臺灣西部至南部多為夏雨冬乾的氣候，其餘地區則全年濕潤，沒有明顯的乾季。

### 蔣丙然分類法
蔣丙然(1954) 按照柯本氣候分類法，依據各地的平均氣溫及平均雨量，將台灣分為六個氣候區：
- 東北部溫暖濕潤氣候 (Cfa)：分布於台灣北部和東北部地區的平原和丘陵地帶。夏熱冬溫；年均溫21至22℃，最暖月平均溫度在28℃左右，最冷月平均溫度在15℃左右。年雨量2,000至2,500公厘。全年多雨濕潤。
- 西部温帶乾濕季氣候 (Cwa)：分布於苗栗以南至嘉南平原的平原地帶及澎湖群島。夏熱冬溫；年均溫22至23℃，最暖月平均溫度在28℃左右，最冷月平均溫度在16℃左右。年雨量1,500至2,000公厘。夏雨冬乾，其中5月至9月為雨季，10月至翌年4月為乾季。
- 西南部熱帶乾濕季氣候 (Aw)：分布於高雄、屏東地區的平原地帶。終年炎熱，年均溫24至25℃，最暖月平均溫度在30℃以上，最冷月平均溫度在18℃以上。年雨量1,500至2,000公厘。夏雨冬乾，其中5月至9月為雨季，10月至翌年4月為乾季。
- 東部熱帶雨林氣候 (Af)：分布於恆春半島東側及蘭嶼。全年高溫，年均溫23至24℃，最暖月27℃左右，最冷月平均氣溫18℃以上。雨量充沛，年雨量2,000至4,000公厘。
- 中部山地溫暖濕潤氣候 (GCfa)：分布於海拔700至3,000公尺的山地。最冷月平均溫度在0℃以上。雨量充沛，年平均雨量2500至5000公厘；迎風坡面多雨，背風坡面少雨。
- 中部高山冬季寡雨寒冷氣候 (GDw)：分布於海拔3,000公尺以上的山地，包括玉山、雪山及南湖大山等地。夏涼冬寒；年均溫在2至9℃，最暖月平均溫度不到10℃，最冷月平均溫度在0℃以下。雨量充沛，年平均雨量在4,000至5,000公厘。

### 陳正祥分類法
陳正祥(1957) 則按照桑士偉氣候分類法，依據年雨量、乾雨季、溼度、雲量、日照、蒸發等氣候特徵，將台灣劃分為八個氣候區：
- 東北區/溫帶重濕氣候 (AB')：分布於台灣東北部，包括基隆北海岸及宜蘭平原。最暖月平均溫度在28℃左右，最冷月平均溫度在15℃以上。年雨量2,000至3,000公厘。全年多雨濕潤。
- 北部區/溫帶潤濕氣候 (BB')：分布於台灣西北部，包括台北盆地至新竹、苗栗丘陵。最冷月平均溫度在15℃以下。年雨量1,500至2,000公厘。
- 西南區/熱帶潤濕氣候 (BA')：分布於台灣西部，包括台中盆地、嘉南平原至屏東平原。年雨量少於1,500公厘。夏雨冬乾，其中5月至9月為雨季，10月至翌年4月為乾季。最冷月平均溫度在16至20℃左右。
- 南部區/熱帶重濕氣候 (AA')：分布於台灣南部，包括恆春半島及蘭嶼。最冷月平均溫度在20℃以上。年雨量1,500至2,500公厘。
- 東岸區/熱帶潤濕氣候 (BA')：分布於台灣東部，包括花東縱谷及海岸山脈地區。年雨量1,500至2,000公厘。最冷月平均溫度在17至20℃左右。
- 中部山區/寒帶重濕氣候 (AC')：分布於台灣中部山區，包括海拔1,000公尺以上山地。年雨量3,000公厘以上。
- 西岸區/熱帶潤次濕氣候 (C2A')：分布於台灣西部海岸，包括大安溪口至北港溪口的沿海狹長地帶。年雨量1,250公厘左右，為台灣本島雨量最少的地區。
- 澎湖區/熱帶乾次濕氣候 (C1A'd)：分布於澎湖群島。年雨量1,000公厘左右。全年蒸發量大於降雨量，屬於乾燥氣候。

### 柯本-特雷瓦沙分類法
- 熱帶濕潤氣候(Ar)

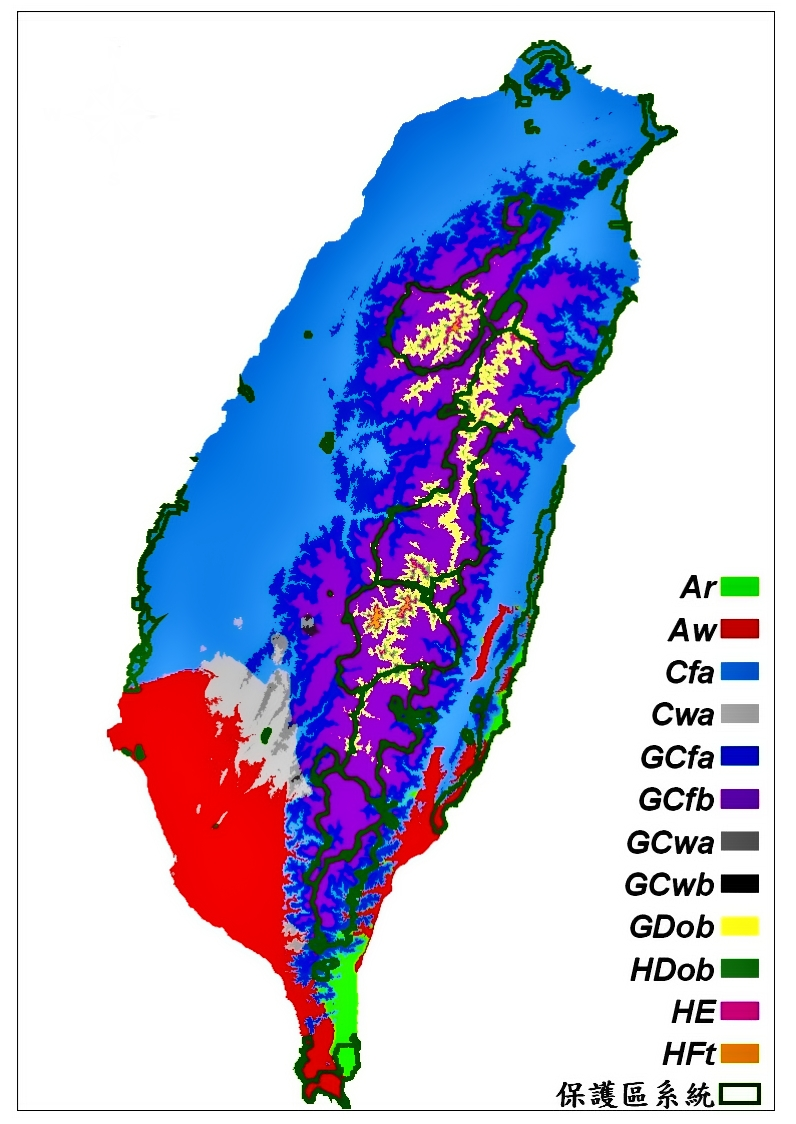
本圖充分顯示依照柯本-特雷瓦沙氣候分類法的台灣

分布於恆春半島東側、花東濱海南段及蘭嶼。全年濕熱，年均溫25度，最暖月均溫28度，最冷月均溫20度。年降水2000~3000mm，秋冬季東北風迎風面地形雨，春季鋒面雨，夏秋季颱風雨影響劇烈
- 熱帶冬乾氣候(Aw)

分布於嘉南平原南側、高雄、屏東平原、恆春半島西側及花東縱谷南段；夏濕熱冬乾暖，年均溫25度，最暖月均溫29度，最冷月均溫18~20度。年降水1500~2000mm。5月~9月雨季，10月~4月乾季，秋冬季東北風背風面晴朗乾燥，春季鋒面雨，夏季颱風雨及西南風迎風面偶暴雨；使用熱帶冬乾Aw原因在於其與熱帶季風Am(如：三亞)具有根本差異，三亞無高海拔山脈阻擋冬季季風，季風仍可翻越五指山地區造成些微降水，且夏季降水不夠集中，而台灣高屏地區因為山脈海拔超過三千米明顯高於冬季季風頂層高度完全無法翻越(冷空氣最高層至兩千米)，冬季無季風致乾季更加明顯，且夏季季風吹拂經地形抬升降水量極大，故為Aw
- 亞熱帶夏濕熱氣候(Cfa)

分布於台南以北及台東以北平地、澎湖群島。夏濕熱冬涼；年均溫22~24度，最暖月均溫28~30度，最冷月均溫15~18度。新竹以北及宜蘭年降水2000~4500mm，秋冬季東北風迎風面地形雨，春季鋒面雨，夏季午後雷陣雨及颱風雨；新竹以南及花東縱谷北段年降水1000~2000mm，5月~9月雨季，10月~4月乾季，秋冬季東北風背風面偶受影響而降雨，大多時晴朗，春季鋒面雨，夏季午後雷陣雨及颱風雨
- 亞熱帶冬乾熱氣候(Cwa)

分佈於嘉南平原內側及嘉南低海拔淺山地區，夏濕熱冬乾涼；年均溫24度，最熱月均溫29度，最冷月均溫17度，年降水1500~2000mm，5月~9月雨季，10月~4月乾季，秋冬季東北風完全受阻擋而晴朗乾燥，春季鋒面雨，夏季颱風雨及西南風迎風面偶暴雨
- 山地亞熱帶夏濕熱氣候(GCfa)

分佈於嘉南山區以外的台灣海拔500~1500米山地，如陽明山、拉拉山、東眼山、司馬庫斯、霧社、日月潭、溪頭，夏濕暖冬濕涼；年均溫16~22度，最暖月均溫20~26度，最冷月均溫9~15度，北部山地如台北南側山區、大屯火山群及宜蘭山區如陽明山、拉拉山、福山、年降水量4000~6000mm，秋冬季東北風迎風面地形雨，春季鋒面雨，夏季午後雷陣雨及颱風雨；其他地區1500~3000mm，5月~9月雨季，10月~4月乾季，秋冬季東北風背風面偶受影響而降雨，大多時晴朗，春季鋒面雨，夏季午後雷陣雨及颱風雨
- 山地亞熱帶夏濕涼氣候(GCfb)

分佈於嘉南山區以外的台灣海拔1500~2500米山地，夏濕涼冬濕冷；年均溫11~17度，最暖月均溫15~21度，最冷月均溫5~11度，年均降水量2000~4000mm，北側山地如太平山、思源啞口冬季受東北風頂層水氣影響時常造成低溫並降雪，夏季午後雷陣雨或颱風雨；南側山地如梨山、清境、觀霧、大雪山、武陵、中橫畢祿溪冬季因東北風受阻擋，受高層西風吹拂，偶爾帶來降雨雪或乾燥天氣，夏季受西南風或颱風偶爾造成暴雨，其中谷地的武陵、畢祿溪日溫差顯著高於山坡地的梨山、清境、大雪山、觀霧，白天日照升溫較使高溫較高，夜間輻射冷卻使低溫較低
- 山地亞熱帶冬乾熱氣候(GCwa)

分佈於嘉南海拔500~1500米山地，如嘉義山區太平、石壁、瑞里、二延平、十字路、尖山、奮起湖，夏濕暖冬濕涼；年均溫16~22度，最暖月均溫19~25度，最冷月均溫10~16度，年均降水量2000~4000mm，5月~9月雨季，10月~4月乾季，秋冬季東北風完全受阻擋而晴朗乾燥，春季鋒面雨，夏季颱風雨及西南風迎風面偶暴雨
- 山地亞熱帶冬乾涼氣候(GCwb)

分佈於嘉南海拔1500~2500米山地，如阿里山，夏濕涼冬乾冷；年均溫11~17度，最暖月均溫14~20度，最冷月均溫6~12度，年均降水量2500~4500mm，5月~9月雨季，10月~4月乾季，秋冬季東北風完全受阻擋而晴朗乾燥，春季鋒面雨，夏季颱風雨及西南風迎風面偶暴雨
- 山地溫帶海洋性夏涼氣候(GDob)

分佈於海拔2500~3000米山地，如大禹嶺、塔塔加、福壽山農場，夏濕冷冬濕冷；年均溫9~12度，最暖月均溫12~15度，最冷月均溫3~6度，年均降水量2000~4000mm，冬季吹拂高層西風帶來水氣造成降雨雪，偶爾轉乾造成輻射冷卻造成極端低溫，夏季吹西南風或颱風帶來暴雨
- 高山溫帶海洋性夏涼氣候(HDob)

分佈於海拔3000~3500米高山，如合歡山及常見百岳稜線，夏濕冷冬濕冷；年均溫6~9度，最暖月均溫10~13度，最冷月均溫-1~2度，年均降水量3000~4000mm，冬季吹拂高層西風帶來水氣造成降雪，偶爾轉乾造成輻射冷卻造成極端低溫，夏季吹西南風或颱風帶來暴雨
- 高山寒帶氣候(HEo)

分佈於海拔3500~3700米高山，如雪山黑森林、雪山圈谷及南湖圈谷，夏濕冷冬乾冷；年均溫5度，最暖月均溫9度，最冷月均溫-1度，年均降水量2000~3000mm，冬季吹拂高層西風帶來水氣造成降雪，偶爾轉乾造成輻射冷卻造成極端低溫，夏季吹西南風或颱風帶來暴雨
- 高山苔原氣候(HFt)

分佈於海拔3700米以上高山，如玉山、雪山、南湖大山、秀姑巒山的稜線，夏濕冷冬乾冷；年均溫4度，最暖月均溫8度，最冷月均溫-1度，年均降水量2000~3000mm，冬季吹拂高層西風帶來水氣造成降雪，偶爾轉乾造成輻射冷卻造成極端低溫，夏季吹西南風或颱風帶來暴雨，與高山寒帶氣候差異在於全年風速強勁，大多數時風速可達10級以上

## 氣象之最

### 氣溫
- 年平均溫度最高（1900-2002）：25.0℃，恆春。
- 年平均溫度最低（平地）：22.1℃，淡水。
- 年平均溫度最低（山地）（1900-2002）：3.9℃，玉山。

#### 單日最高溫度排名[18][19][20][21][22]
| 排名 | 溫度（°C） | 地點           | 行政區         | 站別       | 日期          | 備註                 |
| ---- | ---------- | -------------- | -------------- | ---------- | ------------- | -------------------- |
| 1    | 41.4       | 卓溪           | 花蓮縣卓溪鄉   | 自動氣象站 | 2022年7月22日 |                      |
| 2    | 41.2       | 臺中農改       | 彰化縣大村鄉   | 農業氣象站 | 2004年7月1日  |                      |
| 3    | 41.0       | 太麻里1        | 臺東縣太麻里鄉 | 農業氣象站 | 2005年5月5日  |                      |
| 4    | 41.0       | 金崙           | 臺東縣太麻里鄉 | 自動氣象站 | 2007年5月16日 | [ 註 1 ]             |
| 5    | 41.0       | 金崙           | 臺東縣太麻里鄉 | 自動氣象站 | 2015年6月25日 | [ 註 1 ]             |
| 6    | 41.0       | 玉里           | 花蓮縣玉里鎮   | 自動氣象站 | 2022年7月22日 |                      |
| 7    | 41.0       | 金崙           | 臺東縣太麻里鄉 | 自動氣象站 | 2024年6月30日 |                      |
| 8    | 40.8       | 東河           | 臺東縣東河鄉   | 自動氣象站 | 2015年6月28日 | [ 註 1 ]             |
| 9    | 40.8       | 東河           | 臺東縣東河鄉   | 自動氣象站 | 2015年6月29日 | [ 註 1 ]             |
| 10   | 40.8       | 東河           | 臺東縣東河鄉   | 自動氣象站 | 2015年6月30日 | [ 註 1 ]             |
| 11   | 40.8       | 東河           | 臺東縣東河鄉   | 自動氣象站 | 2015年7月1日  | [ 註 1 ]             |
| 12   | 40.7       | 玉里           | 花蓮縣玉里鎮   | 自動氣象站 | 2022年7月21日 |                      |
| 13   | 40.7       | 農業試驗所     | 臺中市霧峰區   | 農業氣象站 | 2004年7月1日  |                      |
| 14   | 40.6       | 太麻里(2)      | 臺東縣太麻里鄉 | 農業氣象站 | 2021年7月25日 |                      |
| 15   | 40.6       | 三峽           | 新北市三峽區   | 自動氣象站 | 2024年9月1日  | [ 註 2 ]             |
| 16   | 40.5       | 茶改東部分場   | 臺東縣鹿野鄉   | 農業氣象站 | 1994年8月21日 | [ 註 3 ]             |
| 17   | 40.5       | 種苗屏東場     | 屏東縣麟洛鄉   | 農業氣象站 | 1995年6月24日 |                      |
| 18   | 40.5       | 太麻里2        | 臺東縣太麻里鄉 | 農業氣象站 | 2020年7月16日 | 焚風                 |
| 19   | 40.5       | 北寮           | 臺南市南化區   | 自動氣象站 | 2021年5月8日  |                      |
| 20   | 40.5       | 玉井           | 臺南市玉井區   | 自動氣象站 | 2021年5月15日 |                      |
| 21   | 40.5       | 內門           | 高雄市內門區   | 自動氣象站 | 2021年5月21日 |                      |
| 22   | 40.5       | 舞鶴           | 花蓮縣瑞穗鄉   | 自動氣象站 | 2023年8月7日  |                      |
| 23   | 40.5       | 頭份           | 苗栗縣頭份市   | 自動氣象站 | 2023年8月30日 |                      |
| 24   | 40.4       | 苗栗農改       | 苗栗縣公館鄉   | 農業氣象站 | 2002年7月20日 |                      |
| 25   | 40.4       | 賓朗農改       | 臺東縣卑南鄉   | 農業氣象站 | 2015年6月27日 |                      |
| 26   | 40.4       | 枋寮           | 屏東縣枋寮鄉   | 自動氣象站 | 2017年7月4日  |                      |
| 27   | 40.4       | 玉井           | 臺南市玉井區   | 自動氣象站 | 2021年5月19日 |                      |
| 28   | 40.4       | 玉里           | 花蓮縣玉里鎮   | 自動氣象站 | 2022年7月23日 |                      |
| 29   | 40.4       | 富源           | 花蓮縣光復鄉   | 自動氣象站 | 2022年7月24日 |                      |
| 30   | 40.4       | 三峽           | 新北市三峽區   | 自動氣象站 | 2024年7月21日 | [ 註 2 ]             |
| 31   | 40.4       | 三峽           | 新北市三峽區   | 自動氣象站 | 2024年7月22日 | [ 註 2 ]             |
| 32   | 40.3       | 天祥           | 花蓮縣秀林鄉   | 自動氣象站 | 2018年7月10日 | 瑪莉亞颱風沉降作用   |
| 33   | 40.3       | 金崙           | 臺東縣太麻里鄉 | 自動氣象站 | 2020年7月16日 |                      |
| 34   | 40.3       | 三芝           | 新北市三芝區   | 自動氣象站 | 2020年7月31日 |                      |
| 35   | 40.3       | 北寮           | 臺南市南化區   | 自動氣象站 | 2021年5月11日 |                      |
| 36   | 40.3       | 內門           | 高雄市內門區   | 自動氣象站 | 2021年5月14日 |                      |
| 37   | 40.3       | 北寮           | 臺南市南化區   | 自動氣象站 | 2021年5月23日 |                      |
| 38   | 40.3       | 卓溪           | 花蓮縣卓溪鄉   | 自動氣象站 | 2022年7月21日 |                      |
| 39   | 40.2       | 大武           | 臺東縣大武鄉   | 局屬氣象站 | 2020年7月25日 | 焚風                 |
| 40   | 40.2       | 臺東           | 臺東縣臺東市   | 局屬氣象站 | 2004年5月9日  | 焚風                 |
| 41   | 40.2       | 北寮           | 臺南市南化區   | 自動氣象站 | 2021年5月13日 |                      |
| 42   | 40.2       | 春日           | 屏東縣春日鄉   | 自動氣象站 | 2021年5月14日 |                      |
| 43   | 40.2       | 北寮           | 臺南市南化區   | 自動氣象站 | 2021年5月16日 |                      |
| 44   | 40.2       | 富源           | 花蓮縣光復鄉   | 自動氣象站 | 2022年7月23日 |                      |
| 45   | 40.1       | 苗栗農改       | 苗栗縣公館鄉   | 農業氣象站 | 2004年7月1日  |                      |
| 46   | 40.1       | 北寮           | 臺南市南化區   | 自動氣象站 | 2021年5月14日 |                      |
| 47   | 40.1       | 馬頭山         | 嘉義縣大埔鄉   | 自動氣象站 | 2021年5月15日 |                      |
| 48   | 40.1       | 北寮           | 臺南市南化區   | 自動氣象站 | 2021年5月20日 |                      |
| 49   | 40.1       | 北寮           | 臺南市南化區   | 自動氣象站 | 2021年5月24日 |                      |
| 50   | 40.1       | 茶改東部分場   | 臺東縣鹿野鄉   | 農業氣象站 | 2024年6月15日 | [ 註 3 ]             |
| 51   | 40.1       | 八德           | 桃園市八德區   | 自動氣象站 | 2024年9月1日  |                      |
| 52   | 40.1       | 三峽           | 新北市三峽區   | 自動氣象站 | 2024年9月2日  | [ 註 2 ]             |
| 53   | 40.0       | 金崙           | 臺東縣太麻里鄉 | 自動氣象站 | 2004年4月22日 | [ 註 1 ]             |
| 54   | 40.0       | 金崙           | 臺東縣太麻里鄉 | 自動氣象站 | 2004年4月27日 | [ 註 1 ]             |
| 55   | 40.0       | 茶改東部分場   | 臺東縣鹿野鄉   | 農業氣象站 | 2004年5月9日  | [ 註 3 ]             |
| 56   | 40.0       | 金崙           | 臺東縣太麻里鄉 | 自動氣象站 | 2004年5月9日  | [ 註 1 ]             |
| 57   | 40.0       | 金崙           | 臺東縣太麻里鄉 | 自動氣象站 | 2004年6月20日 | [ 註 1 ]             |
| 58   | 40.0       | 太麻里1        | 臺東縣太麻里鄉 | 農業氣象站 | 2007年7月17日 |                      |
| 59   | 40.0       | 金崙           | 臺東縣太麻里鄉 | 自動氣象站 | 2007年7月20日 | [ 註 1 ]             |
| 60   | 40.0       | 社子           | 臺北市士林區   | 自動氣象站 | 2012年7月10日 | [ 註 4 ]             |
| 61   | 40.0       | 員林           | 彰化縣員林市   | 自動氣象站 | 2014年7月9日  |                      |
| 62   | 40.0       | 金崙           | 臺東縣太麻里鄉 | 自動氣象站 | 2015年6月17日 | [ 註 1 ]             |
| 63   | 40.0       | 東河           | 臺東縣東河鄉   | 自動氣象站 | 2015年7月4日  | [ 註 1 ]             |
| 64   | 40.0       | 東河           | 臺東縣東河鄉   | 自動氣象站 | 2017年6月25日 | [ 註 1 ]             |
| 65   | 40.0       | 南投服務區     | 南投縣南投市   | 合作氣象站 | 2020年5月10日 |                      |
| 66   | 40.0       | 大武           | 臺東縣大武鄉   | 局屬氣象站 | 2020年7月26日 | 焚風                 |
| 67   | 40.0       | 三地門         | 屏東縣內埔鄉   | 自動氣象站 | 2021年5月14日 |                      |
| 68   | 40.0       | 三地門         | 屏東縣內埔鄉   | 自動氣象站 | 2021年5月22日 |                      |
| 69   | 40.0       | 內門           | 高雄市內門區   | 自動氣象站 | 2021年5月22日 |                      |
| 70   | 40.0       | 甲仙           | 高雄市甲仙區   | 自動氣象站 | 2021年5月23日 |                      |
| 71   | 40.0       | 月眉           | 高雄市杉林區   | 自動氣象站 | 2021年5月25日 |                      |
| 72   | 40.0       | 知本（水試所） | 臺東縣臺東市   | 自動氣象站 | 2021年7月25日 |                      |
| 73   | 40.0       | 舞鶴           | 花蓮縣瑞穗鄉   | 自動氣象站 | 2023年8月6日  |                      |
| 74   | 40.0       | 太麻里(2)      | 臺東縣太麻里鄉 | 農業氣象站 | 2024年6月15日 |                      |
| 75   | 40.0       | 香蘭           | 臺東縣太麻里鄉 | 農業氣象站 | 2024年6月15日 |                      |
| 76   | 39.9       | 舞鶴           | 花蓮縣瑞穗鄉   | 自動氣象站 | 2003年7月14日 |                      |
| 77   | 39.9       | 池上           | 臺東縣池上鄉   | 自動氣象站 | 2003年7月15日 |                      |
| 78   | 39.9       | 苗栗農改       | 苗栗縣公館鄉   | 農業氣象站 | 2003年8月8日  |                      |
| 79   | 39.9       | 靜浦           | 花蓮縣豐濱鄉   | 自動氣象站 | 2003年9月11日 |                      |
| 80   | 39.9       | 雲林分場       | 雲林縣虎尾鎮   | 農業氣象站 | 2004年5月18日 |                      |
| 81   | 39.9       | 臺中           | 臺中市北區     | 局屬氣象站 | 2004年7月1日  | 敏督利颱風造成的焚風 |
| 82   | 39.9       | 高雄農改       | 屏東縣長治鄉   | 農業氣象站 | 2006年6月25日 |                      |
| 83   | 39.9       | 土場           | 宜蘭縣大同鄉   | 自動氣象站 | 2018年7月30日 | [ 註 5 ]             |
| 84   | 39.9       | 太麻里(2)      | 臺東縣太麻里鄉 | 農業氣象站 | 2021年7月26日 |                      |
| 85   | 39.9       | 長濱           | 臺東縣長濱鄉   | 自動氣象站 | 2021年7月26日 |                      |
| 86   | 39.9       | 清水林道       | 花蓮縣卓溪鄉   | 自動氣象站 | 2022年7月22日 |                      |
| 87   | 39.9       | 中大臨海站     | 桃園市新屋區   | 自動氣象站 | 2024年7月22日 |                      |
| 88   | 39.8       | 金崙           | 臺東縣太麻里鄉 | 自動氣象站 | 2004年6月24日 | [ 註 1 ]             |
| 89   | 39.8       | 苑里           | 苗栗縣苑裡鎮   | 自動氣象站 | 2004年7月1日  |                      |
| 90   | 39.8       | 高雄農改       | 屏東縣長治鄉   | 農業氣象站 | 2006年6月28日 |                      |
| 91   | 39.8       | 金崙           | 臺東縣太麻里鄉 | 自動氣象站 | 2007年6月24日 | [ 註 1 ]             |
| 92   | 39.8       | 金崙           | 臺東縣太麻里鄉 | 自動氣象站 | 2016年5月28日 | [ 註 1 ]             |
| 93   | 39.8       | 春日           | 屏東縣春日鄉   | 自動氣象站 | 2017年7月20日 |                      |
| 94   | 39.8       | 玉里           | 花蓮縣玉里鎮   | 自動氣象站 | 2020年7月10日 |                      |
| 95   | 39.8       | 內門           | 高雄市內門區   | 自動氣象站 | 2021年5月12日 |                      |
| 96   | 39.8       | 月眉           | 高雄市杉林區   | 自動氣象站 | 2021年5月14日 |                      |
| 97   | 39.8       | 玉井           | 臺南市玉井區   | 自動氣象站 | 2021年5月16日 |                      |
| 98   | 39.8       | 北寮           | 臺南市南化區   | 自動氣象站 | 2021年5月21日 |                      |
| 99   | 39.8       | 內門           | 高雄市內門區   | 自動氣象站 | 2021年5月23日 |                      |
| 100  | 39.8       | 舞鶴           | 花蓮縣瑞穗鄉   | 自動氣象站 | 2022年7月22日 |                      |
| 101  | 39.8       | 富源           | 花蓮縣光復鄉   | 自動氣象站 | 2022年7月22日 |                      |
| 102  | 39.8       | 清水林道       | 花蓮縣卓溪鄉   | 自動氣象站 | 2022年7月24日 |                      |
| 103  | 39.8       | 長濱           | 臺東縣長濱鄉   | 自動氣象站 | 2023年8月9日  |                      |
| 104  | 39.8       | 太麻里(2)      | 臺東縣太麻里鄉 | 農業氣象站 | 2024年6月30日 |                      |
| 105  | 39.8       | 太麻里(1)      | 臺東縣太麻里鄉 | 農業氣象站 | 2024年6月30日 |                      |
| 106  | 39.8       | 三峽           | 新北市三峽區   | 自動氣象站 | 2024年9月6日  | [ 註 2 ]             |
| 107  | 39.7       | 臺東           | 臺東縣臺東市   | 局屬氣象站 | 1988年5月7日  |                      |
| 108  | 39.7       | 高雄農改       | 屏東縣長治鄉   | 農業氣象站 | 2008年6月12日 |                      |
| 109  | 39.7       | 石牌           | 臺北市北投區   | 自動氣象站 | 2011年8月19日 |                      |
| 110  | 39.7       | 峨眉           | 新竹縣峨眉鄉   | 自動氣象站 | 2014年9月15日 |                      |
| 111  | 39.7       | 明里           | 花蓮縣富里鄉   | 自動氣象站 | 2015年7月1日  |                      |
| 112  | 39.7       | 臺北           | 臺北市中正區   | 局屬氣象站 | 2020年7月24日 |                      |
| 113  | 39.7       | 三峽           | 新北市三峽區   | 自動氣象站 | 2020年7月31日 |                      |
| 114  | 39.7       | 月眉           | 高雄市杉林區   | 自動氣象站 | 2021年5月16日 |                      |
| 115  | 39.7       | 清水林道       | 花蓮縣卓溪鄉   | 自動氣象站 | 2022年7月23日 |                      |
| 116  | 39.7       | 玉井           | 臺南市玉井區   | 農業氣象站 | 2024年4月21日 |                      |
| 117  | 39.7       | 信義           | 臺北市信義區   | 自動氣象站 | 2024年8月3日  | [ 註 6 ]             |

本表記錄39.7°C（含）以上之測站

#### 單日最低溫度排名
| 測站排名 | 總排名 | 溫度（°C） | 地點     | 站別       | 日期          | 備註                                 |
| -------- | ------ | ---------- | -------- | ---------- | ------------- | ------------------------------------ |
| 1        | 1      | -18.4      | 玉山     | 局屬氣象站 | 1970年1月30日 |                                      |
| 2        | 19     | -14.2      | 玉山風口 | 自動氣象站 | 2018年1月12日 |                                      |
| 3        | 24     | -13.7      | 奇萊稜線 | 自動氣象站 | 2020年1月30日 |                                      |
| 4        | 45     | -13.0      | 合歡山頂 | 自動氣象站 | 2020年1月30日 |                                      |
| 5        | 71     | -12.4      | 南湖圈谷 | 自動氣象站 | 2025年1月27日 |                                      |
| 6        | 85     | -12.1      | 雪山圈谷 | 自動氣象站 | 2017年1月26日 |                                      |
| 7        | 133    | -11.5      | 阿里山   | 局屬氣象站 | 1963年1月28日 |                                      |
| 7        | 133    | -11.5      | 昆陽     | 自動氣象站 | 2007年1月28日 |                                      |
| 9        | 170    | -11.2      | 審馬陣   | 自動氣象站 | 2025年1月27日 |                                      |
| 10       | 325    | -10.2      | 觀霧2    | 自動氣象站 | 2016年1月24日 | 本站之歷史資料在農作物災害預警平台上 |

本表記錄-10.0°C（含）以下之測站

### 降雨量
| 臺灣颱風降雨紀錄 | 臺灣颱風降雨紀錄 | 臺灣颱風降雨紀錄 | 臺灣颱風降雨紀錄 | 臺灣颱風降雨紀錄 | 臺灣颱風降雨紀錄 | 臺灣颱風降雨紀錄 |
| 累計降雨紀錄     | 累計降雨紀錄     | 累計降雨紀錄     | 年份             | 風暴名稱         | 發生地點         | 附註             |
| 排行             | 公釐             | 英吋             | 年份             | 風暴名稱         | 發生地點         | 附註             |
| ---------------- | ---------------- | ---------------- | ---------------- | ---------------- | ---------------- | ---------------- |
| 1                | 3,060            | 120.5            | 2009年           | 颱風莫拉克       | 嘉義縣阿里山鄉   | [ 23 ]           |
| 2                | 2,319            | 91.3             | 2001年           | 颱風納莉         | 臺北縣烏來鄉     | [ 24 ]           |
| 3                | 2,162            | 85.1             | 1969年           | 熱帶風暴芙勞西   | 臺北市北投區     | [ 23 ]           |
| 4                | 1,987            | 78.2             | 1996年           | 颱風賀伯         | 嘉義縣阿里山鄉   | [ 25 ]           |
| 5                | 1,933            | 76.1             | 2024年           | 颱風凱米         | 高雄市茂林區     | [ 26 ]           |
| 6                | 1,834            | 72.2             | 1987年           | 颱風琳恩         | 臺北市北投區     | [ 27 ]           |
| 7                | 1,774            | 69.8             | 2012年           | 颱風蘇拉         | 宜蘭縣宜蘭市     | [ 28 ]           |
| 8                | 1,725            | 67.9             | 2024年           | 颱風山陀兒       | 台東縣卑南鄉     | [ 29 ]           |
| 9                | 1,672            | 65.8             | 1967年           | 颱風解拉         | 宜蘭縣冬山鄉     | [ 30 ]           |
| 10               | 1,611            | 63.4             | 2008年           | 颱風辛樂克       | 臺中縣和平鄉     | [ 31 ]           |

- 年平均降雨量最多（1900-2002）：4,892公釐，陽明山鞍部。
- 年平均降雨量最少（1900-2002）：963公釐，澎湖。
- 降雨日數最多（1900-2002）：224日/年，蘭嶼。
- 降雨日數最少（1900-2002）：69日/年，澎湖東吉嶼。
- 最大年降雨量：9,513公釐，宜蘭冬山鄉新寮，1974年。
- 最小年降雨量：323.3公釐，澎湖，1916年。
- 最大日降雨量：1,402公釐，屏東尾寮山，2009年8月8日（莫拉克颱風）。
- 最大24小時延時降雨量：1,748.5公釐，阿里山，1996年7月31日9時至8月1日9時（賀伯颱風）。
- 最大48小時延時降雨量：2,361公釐，阿里山，2009年8月7日18時至8月9日18時（莫拉克颱風）。

### 氣候
| 13站平均(平均數據1991–2020年，極端數據1940-2021年更新中) | 13站平均(平均數據1991–2020年，極端數據1940-2021年更新中) | 13站平均(平均數據1991–2020年，極端數據1940-2021年更新中) | 13站平均(平均數據1991–2020年，極端數據1940-2021年更新中) | 13站平均(平均數據1991–2020年，極端數據1940-2021年更新中) | 13站平均(平均數據1991–2020年，極端數據1940-2021年更新中) | 13站平均(平均數據1991–2020年，極端數據1940-2021年更新中) | 13站平均(平均數據1991–2020年，極端數據1940-2021年更新中) | 13站平均(平均數據1991–2020年，極端數據1940-2021年更新中) | 13站平均(平均數據1991–2020年，極端數據1940-2021年更新中) | 13站平均(平均數據1991–2020年，極端數據1940-2021年更新中) | 13站平均(平均數據1991–2020年，極端數據1940-2021年更新中) | 13站平均(平均數據1991–2020年，極端數據1940-2021年更新中) | 13站平均(平均數據1991–2020年，極端數據1940-2021年更新中) |
| 月份                                                     | 1月                                                      | 2月                                                      | 3月                                                      | 4月                                                      | 5月                                                      | 6月                                                      | 7月                                                      | 8月                                                      | 9月                                                      | 10月                                                     | 11月                                                     | 12月                                                     | 全年                                                     |
| -------------------------------------------------------- | -------------------------------------------------------- | -------------------------------------------------------- | -------------------------------------------------------- | -------------------------------------------------------- | -------------------------------------------------------- | -------------------------------------------------------- | -------------------------------------------------------- | -------------------------------------------------------- | -------------------------------------------------------- | -------------------------------------------------------- | -------------------------------------------------------- | -------------------------------------------------------- | -------------------------------------------------------- |
| 平均降雨量                                               | 3.20                                                     | 4.49                                                     | 4.48                                                     | 5.04                                                     | 9.52                                                     | 11.25                                                    | 9.76                                                     | 13.47                                                    | 11.53                                                    | 8.83                                                     | 5.84                                                     | 4.34                                                     | 91.75                                                    |
| 平均降雨量 mm                                            | 81.33                                                    | 114.02                                                   | 113.91                                                   | 128.09                                                   | 241.71                                                   | 285.78                                                   | 247.81                                                   | 342.14                                                   | 292.86                                                   | 224.36                                                   | 148.41                                                   | 110.28                                                   | 2,330.7                                                  |
| [ 來源請求 ]                                             |                                                          |                                                          |                                                          |                                                          |                                                          |                                                          |                                                          |                                                          |                                                          |                                                          |                                                          |                                                          |                                                          |

### 風速
| 排名 | 陣風（公尺/秒） | 陣風（公里/時） | 地點     | 日期          | 備註                  |
| ---- | --------------- | --------------- | -------- | ------------- | --------------------- |
| 1    | 95.2            | 342.7           | 蘭嶼     | 2023年10月4日 | 中度颱風小犬 (2023年) |
| 2    | 89.8            | 323.3           | 蘭嶼     | 1984年7月3日  | 亞力士颱風            |
| 3    | 78.4            | 282.2           | 臺東成功 | 2000年8月23日 | 碧利斯颱風            |

## 延伸閱讀
- 涂建翊 等著。2003。台灣的氣候。遠足文化。ISBN 978-986-7630-08-7

## 備註
1. 1 2 3 4 5 6 7 8 9 10 11 12 13 14 15 16 17  花東地區於2004年布設的測站在2016年更換儀器前，疑似最高最低溫度有異常的現象(日最高氣溫較整點小時值超出較多，且多日重複；日最低氣溫有小數點第一位大量重複的現象)，須謹慎參考
2. 1 2 3 4 5  三峽測站因地理環境特殊，與周遭其他鄰近氣象站量值差異較大，僅代表該站附近溫度特性。
3. 1 2 3  曾用站名包含 鹿野茶分場、龍田、臺東茶改
4. ↑  社子測站因地理環境特殊，與周遭其他鄰近氣象站量值差異較大，僅代表該站附近溫度特性。
5. ↑  土場測站因地理環境特殊，與周遭其他鄰近氣象站量值差異較大，僅代表該站附近溫度特性。
6. ↑  信義測站因地理環境特殊，與周遭其他鄰近氣象站量值差異較大，僅代表該站附近溫度特性。
7. ↑  各測站排名，每站不重複
8. ↑  各測站排名，每站可重複
9. ↑  本站在在農作物災害預警平台上的站名為「樂山」